# Sołtys Witosek (studium Stanisława Masłowskiego)
Sołtys Witosek – studium akwarelowo-rysunkowe polskiego malarza Stanisława Masłowskiego (1853–1926) z 1880 roku, opatrzone u dołu po prawej sygnaturą: „ST.MASŁOWSKI”.

## Opis
Na obrazie dostrzegalna jest figura męska z twarzą z ciemnym zarostem i ciemnymi włosami opadającymi bezładnie wokół głowy, w płaszczu sięgającym nieco poniżej kolan – przepasana paskiem, z kapeluszem w opuszczonych rekach. Jej obuwie – to sfatygowane buty z cholewami o powyginanych fantazyjnie cholewach.
Sugestywny opis omawianego obrazu można znaleźć w książce historyk sztuki Haliny Cękalskiej-Zborowskiej: „Wieś w malarstwie i rysunku naszych artystów”. Można tam przeczytać:
„Malując Witoska artysta przede wszystkim interesuje się swoim modelem od strony jego psychiki. Wychodząc od wyrazu psychicznego podporządkowuje temu jakby cały sens fizyczności pozującego chłopa. Wydobywa zdecydowanie ekspresje postaci. Posługując się środkami realistycznymi, podkreśla dysproporcje twarzy, ustawienie przymrużonych oczu, asymetrię czoła, długość i ostre linie nosa, kanciastość kształtu brody, grymas ust, zlepione włosy przylegające do czaszki, w kosmykach okalające twarz. Cała postać promieniuje jakimś wrogim nastrojem. Chłop, niby spokojnie stojący, patrzy na widza spode łba, z przyczajoną niechęcią.”

## Dane uzupełniające
Niniejsze studium pochodzi z wczesnego okresu twórczości niespełna trzydziestoletniego malarza. W latach 1880–ych tworzył on wiele podczas swych licznych odwiedzin Ukrainy, ale również w kraju, na Mazowszu, między innymi w czasie wizyt składanych swemu koledze Czesławowi Tańskiemu w Pieczyskach koło Grójca. Wtedy powstało prezentowane studium. Jest ono pokrewne, pod względem „surowego, dokumentarnego realizmu znaczącego każdą zmarszczkę twarzy i każdy pasek fartucha” takim pracom artysty, jak: „Studium wozu frachtowego” (1875), „Studium drzwi kościoła w Jędrzejowie” (1878) i „Tragarz” (1884).
Obraz był reprodukowany w publikacji:
- Materiały do życiorysu i twórczości, oprac. Maciej Masłowski Wrocław 1957, wyd. Ossolineum – ryciny poza tekstem, poz. 26

## Literatura
- Materiały do życiorysu i twórczości, oprac.Maciej Masłowski, Wrocław 1957, wyd. Ossolineum
- Halina Cękalska-Zborowska: „Wieś w malarstwie i rysunku naszych artystów”, Warszawa 1969, Ludowa Spółdzielnia Wydawnicza
- Stanisław Masłowski Akwarele 12 reprodukcji barwnych, wstęp opracował i dokonał wyboru materiału ilustracyjnego Maciej Masłowski, Wydawnictwo Sztuka, Warszawa 1956